# Peucedanum cervaria
Peucedanum cervaria är en flockblommig växtart som beskrevs av Cusson och Philippe Picot de Lapeyrouse. Peucedanum cervaria ingår i släktet siljor, och familjen flockblommiga växter. Inga underarter finns listade i Catalogue of Life.

## Bildgalleri

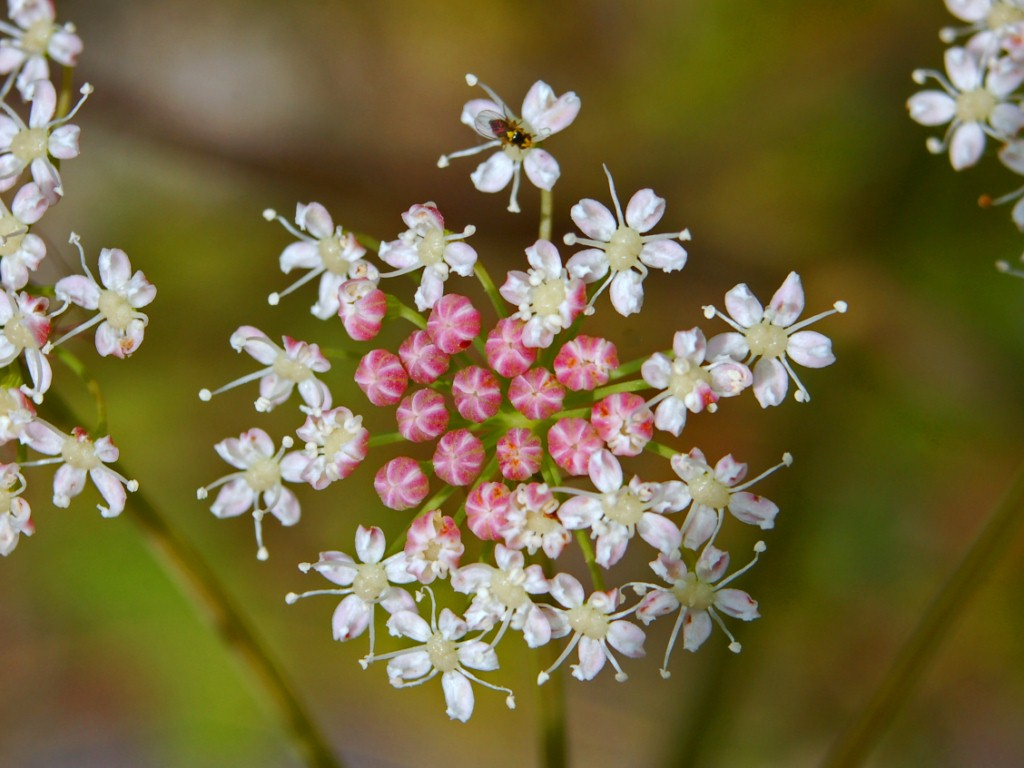
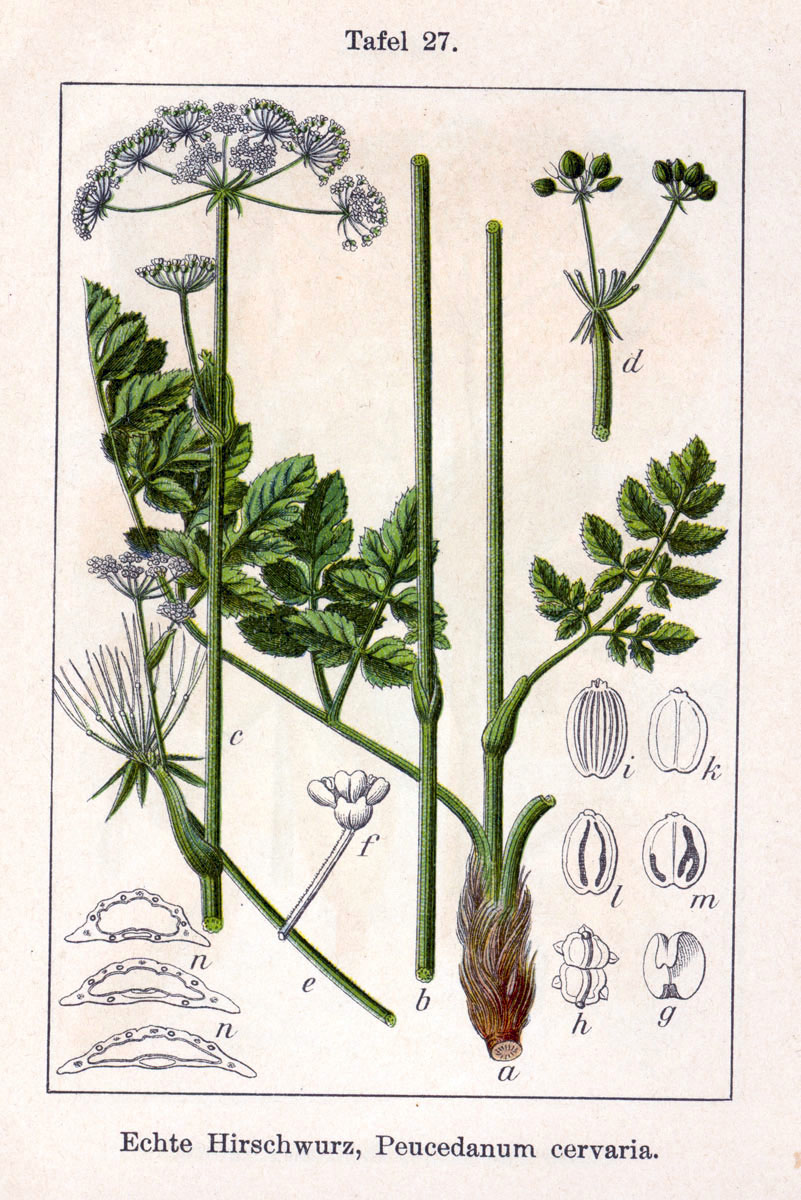
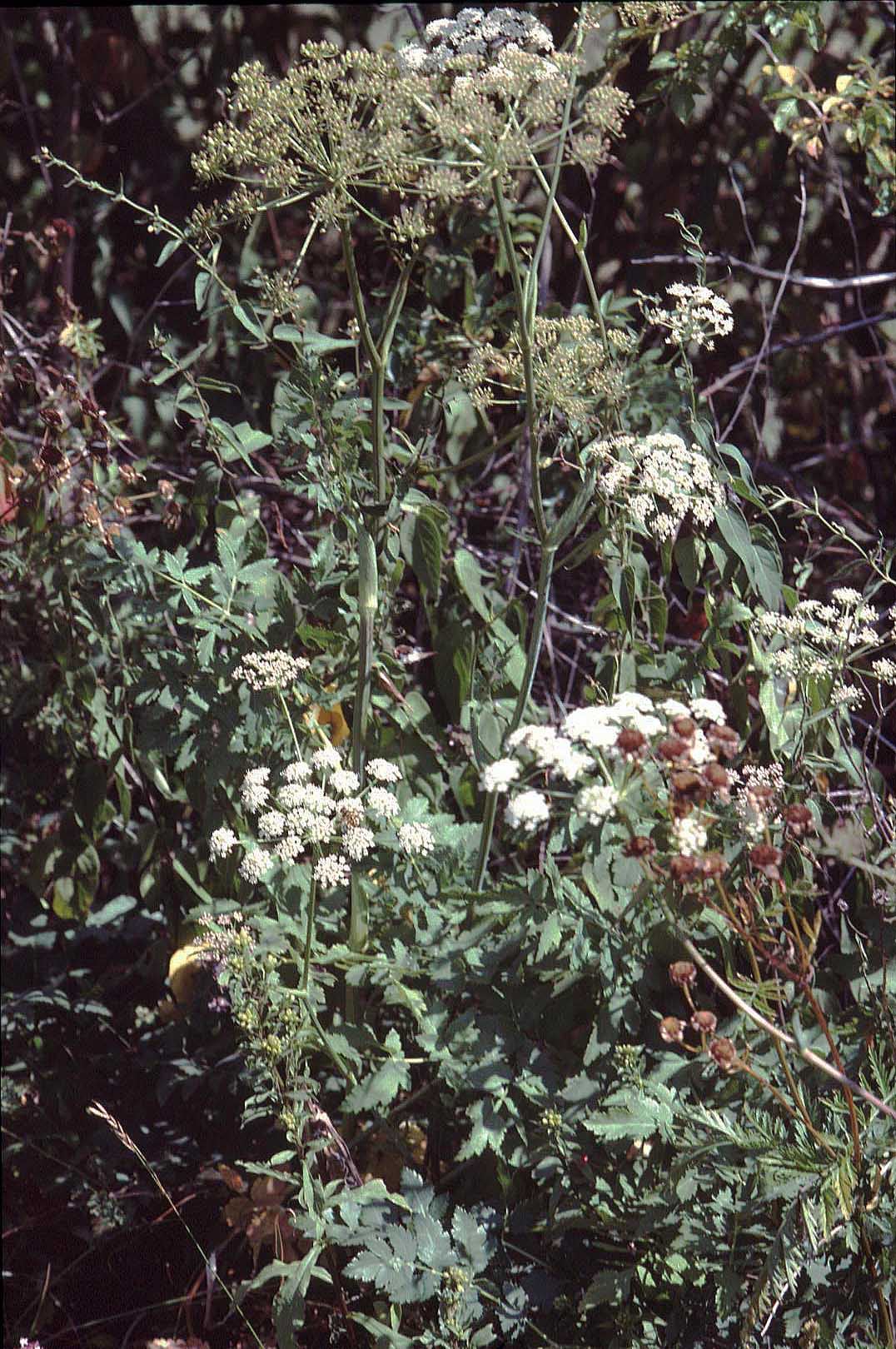
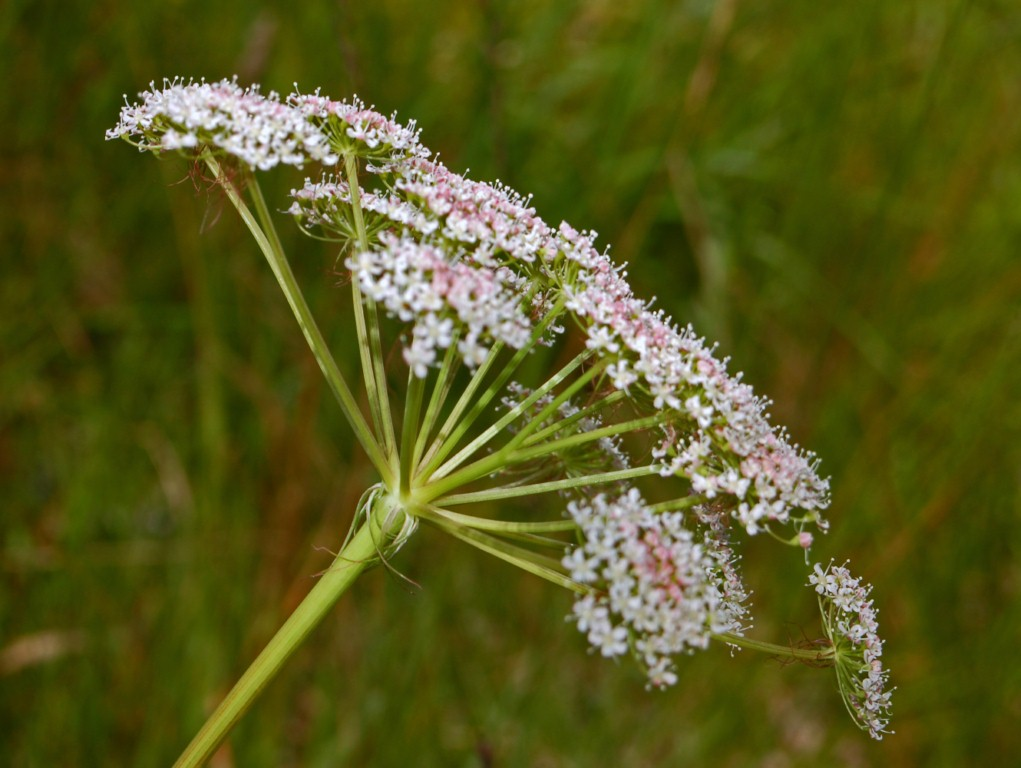
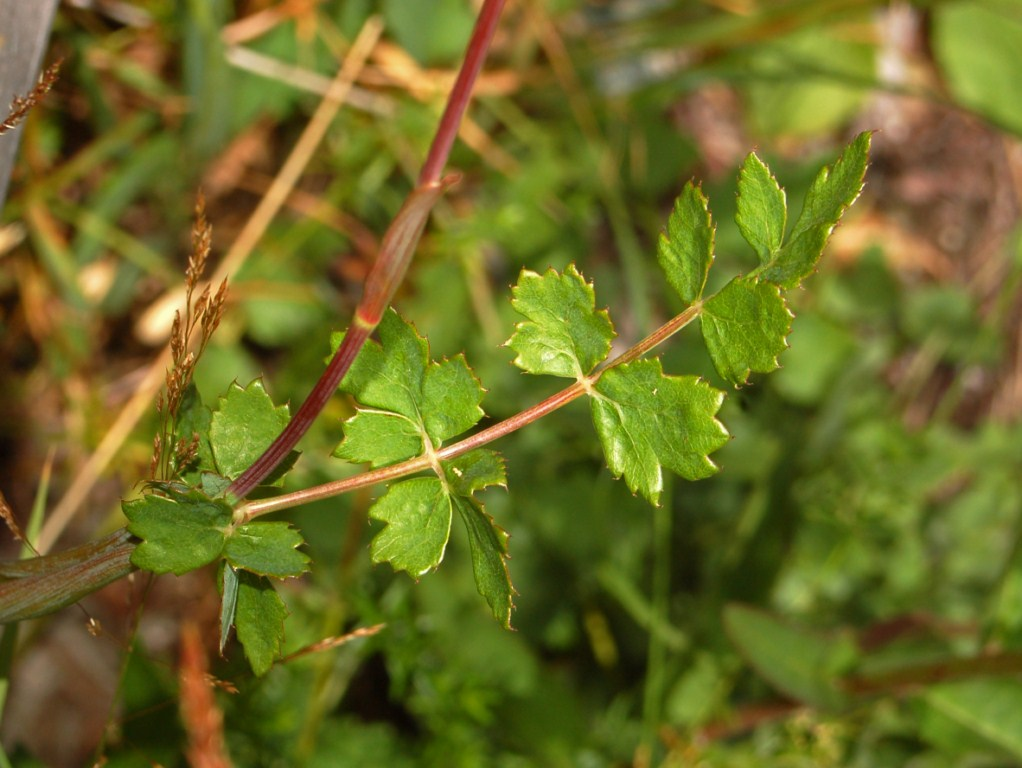